# Curd Jürgens
Pour les articles homonymes, voir Jürgens.
Curd Jürgens, né le 13 décembre 1915 à Solln (royaume de Bavière dans l'Empire allemand) et mort le 18 juin 1982 à Vienne (Autriche), est un acteur et réalisateur de cinéma allemand et autrichien.
Il est révélé par le film Jeunes Filles de Vienne tourné en 1944 quand le réalisateur autrichien Willi Forst remarque ce jeune acteur dont le talent pouvait convenir pour son film. Curd Jürgens a joué dans environ 160 films pendant plus de quatre décennies. En tant qu'acteur de cinéma, il compta dès la fin des années 1950 parmi les quelques vedettes germanophones à la renommée mondiale et participa jusqu'à sa mort à de nombreuses productions internationales.
C'est avec le film Le Général du Diable (1954) d'Helmut Käutner, d'après la pièce éponyme de Carl Zuckmayer, que Curd Jürgens a réussi sa percée internationale, ce qui lui a valu de jouer dans Les héros sont fatigués (1955) avec Yves Montand et de gagner la Coupe Volpi de la meilleure interprétation masculine, puis de s'illustrer dans les films français Et Dieu… créa la femme (1956) de Roger Vadim aux côtés de Brigitte Bardot et Jean-Louis Trintignant, Michel Strogoff (1956) de Carmine Gallone avec Geneviève Page, Les Espions (1957) d'Henri-Georges Clouzot avec Gérard Séty, Le vent se lève (1959) d'Edward Dmytryk avec Mylène Demongeot, Katia de Robert Siodmak avec Romy Schneider dans le rôle-titre, Château en Suède (1963) de Vadim avec Monica Vitti et Françoise Hardy, Le Jardinier d'Argenteuil (1966) de Jean-Paul Le Chanois avec Jean Gabin et La Gueule de l'autre (1979) de Pierre Tchernia avec Michel Serrault et Jean Poiret. Il a souvent tenu des rôles d'aventuriers séducteurs puis, avec l'âge, de figures d'autorité. Sa silhouette imposante, ses cheveux blonds puis blancs et ses yeux bleus le prédestinaient également à interpréter des aristocrates légèrement froids et séduisants ainsi que des hommes d'affaires. On l'a vu dans divers films de guerre dont Le Jour le plus long (1962) sur le débarquement allié, Les Parias de la gloire (1964) sur la bataille d'Alsace, La Bataille d'Angleterre (1969) ou La Bataille de la Neretva (1969) en Yougoslavie occupée.  En 1977, il interprète Karl Stromberg, l'antagoniste de Roger Moore en James Bond, dans le film L'Espion qui m'aimait (sous le nom anglicisé de « Curt Jurgens », probablement parce que curd signifie « fromage blanc » en anglais).
Il a réalisé quatre longs métrages : Primes sur la mort (1950), Gangsterpremiere (1951), Les Drogués (1957) et Fric-frac rue Latour (1961) où il tient également le rôle principal. Il s'est aussi consacré au théâtre ainsi qu'à la récitation d'œuvres littéraires, notamment à la télévision et sur disques.

## Biographie

### Jeunesse
Curd Gustav Andreas Gottlieb Jürgens est né le 13 décembre 1915 dans le quartier munichois de Solln dans le Royaume de Bavière, du temps de l'Empire allemand. Fils d'un commerçant aisé de Hambourg et de Marie-Albertine Noir, institutrice originaire d'Évian-les-Bains en Haute-Savoie, Curd Jürgens est éduqué dans un contexte bilingue français-allemand,. Il a aussi deux sœurs plus âgées, Jeanette et Marguerite. Le père de Jürgens s'était installé à Berlin après un intermède à Munich, à la suite d'affaires lucratives (qui l'ont souvent et longtemps conduit dans les régions d'Extrême-Orient de l'Empire russe, même après la Première Guerre mondiale). Curd Jürgens passe sa jeunesse dans le quartier berlinois huppé de Neu-Westend (Oldenburgallee 57) et évoque dans son autobiographie cette période agréable… und kein bisschen Weise (litt. « …et sans une once de sagesse »).
A la fin de ses études, il commence une carrière de journaliste au 8-Uhr Abendblatt. Parallèlement, il prend des cours de comédie, à l'instigation de son épouse actrice, Louise Basler, qu'il épouse en 1938. Il s'essaie ensuite, sans grand succès, comme réalisateur et scénariste, essentiellement dans des productions autrichiennes. En 1933, il a été victime d'un grave accident de voiture. Il n'a pas pu avoir d'enfants en raison d'une opération pratiquée sur lui pour réparer les blessures subies lors de l'accident. En 1935, il se présente à la société UFA.

### Premiers films
Jürgens fait ses débuts au cinéma dans La Valse royale (en) (1935), dans le rôle de François-Joseph Ier d'Autriche. Il joue dans la comédie Parade familiale (en) (1935) et a un petit rôle dans L'Inconnue (en) (1936), L'amour peut mentir (en) (1937) et Tango nocturne (de) (1937).

#### Seconde Guerre mondiale
Pendant la guerre, Jürgens apparaît dans Opérette (de) (1940) (dans le rôle de Carl Millöcker), Aimé des dieux (1942) (dans le rôle de Joseph II, empereur du Saint-Empire), et Les femmes ne sont pas des anges (1943).
En ce qui concerne la situation politique et l'émigration à la fin des années 1930, Curd Jürgens a raconté en 1970, dans une interview pour l'émission autrichienne de l'Österreichischer Rundfunk Filmgeschichte(n) aus Österreich, son engagement auprès du réalisateur Willi Forst pour Jeunes Filles de Vienne :
« Er (Willi Forst) hat im Jahr 1941 gesagt: ‚Curd, mach nur keinen Film, in dem eine politische Situation zu zeigen ist. Du wirst eines Tages eine Antwort geben müssen.‘ Es gab viele mehr oder weniger reife oder junge Leute, die ununterbrochen mit dem Gedanken gespielt haben zu emigrieren. Es war ja nicht so leicht. Wissen Sie, zu Fuß über die Schweizer Grenze zu gehen ist ja auch eine Sache, die man mit einer gehörigen Portion Mut angehen muss. Und außerdem war es gut, dass wir leben durften, natürlich – wenn Sie wollen – eine Propaganda, aber es war eine sehr gute Überlebensform, und ich glaube, dass diese kleinen Zellen, die in Österreich und in Deutschland geblieben sind, ja, wenn die nicht einmal geblieben wären, ich weiß nicht, wie es um das Nachkriegsdeutschland gestanden wäre. Denn Sie wissen ja, Emigration ist etwas Furchtbares. »
« Il (Willi Forst) m'a dit en 1941 : "Curd, ne fais pas de film qui fasse polémique politiquement, sinon tu le paieras un jour". Il y avait beaucoup de gens, plus ou moins jeunes, qui se demandaient en permanence s'il fallait émigrer. Ce n'était pas si facile. Vous savez, traverser la frontière suisse à pied, c'est quand même quelque chose qu'il faut aborder avec une bonne dose de courage. Et d'ailleurs, c'était déjà bien de pouvoir vivre... bien sûr, il y avait de la propagande, mais c'était une forme de survie très acceptable, et je pense que sans ces petits groupes qui sont demeurés en Autriche et en Allemagne, je ne sais pas ce qu'aurait été l'Allemagne d'après-guerre. Parce que vous savez, l'émigration est quelque chose de terrible. »
Après le tournage de Jeunes Filles de Vienne, en septembre 1944, il croise par hasard dans un café viennois Robert Kaltenbrunner, le frère du chef de la Gestapo Ernst Kaltenbrunner, l'Obersturmbannführer-SS Otto Skorzeny ainsi qu'un collègue de Baldur von Schirach : son attitude leur déplaît et quelques jours plus tard il reçoit un ordre d'affectation pour un camp de travail forcé en tant que « politiquement douteux ». Quelques semaines plus tard, il réussit à s'évader et à semer ses poursuivants,,,.

### Après-guerre

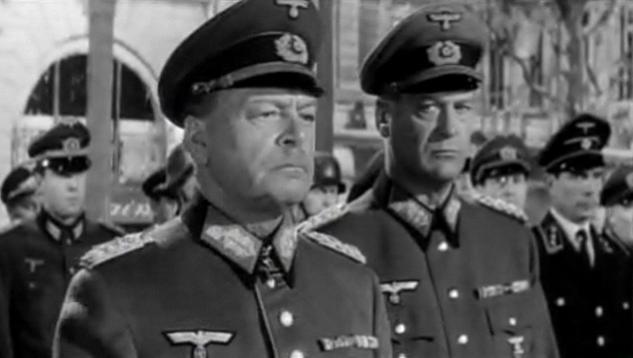
Curd Jürgens (à droite) et Paul Hartmann dans Le Jour le plus long (1962).

Après la guerre, pendant peu de temps, il est intendant du théâtre de Straubing, et eut, en vain, le projet de reprendre le théâtre Hébertot. En 1946, Curd Jürgens, qui vivait alors déjà à Vienne et était fiancé à Judith Holzmeister, décida de prendre la nationalité autrichienne, qu'il aurait obtenue le jour même après une conversation téléphonique entre le directeur du Burgtheater et le chancelier fédéral Leopold Figl. La raison de sa demande était qu'en tant qu'Allemand, il n'avait pas reçu d'autorisation de voyage de la part des autorités d'occupation soviétiques pour une tournée du Burgtheater en Suisse avec Käthe Dorsch, qui ne voulait jouer qu'avec lui. En tant que citoyen autrichien, il fut autorisé à voyager. Selon ses propres dires, Jürgens possédait déjà un passeport autrichien avant la guerre, depuis 1935.
Après la guerre, Jürgens apparaît dans La Maison chantante (1948) et L'Ange à la trompette (1948). Il tient un rôle principal romantique dans Sur des rivages mélodieux (de) (1948) et joue dans Valse céleste (1948), Lambert fühlt sich bedroht (1949) et Primes sur la mort (1950), dont il est également réalisateur.
Jürgens tient désormais régulièrement des rôles principaux : Schuß durchs Fenster (1950), Le baiser n'est pas un péché (1950), Bonne Nuit Mary (de) (1950) et Pikanterie (de) (1950). Il a joué un rôle secondaire dans Le Mystère de la vie (1952), Vienne, premier avril an 2000 (1952), La Rose de Wörthersee (1952), Maria et ses amoureux (de) (1953) et Musik bei Nacht (de) (1953). Jürgens joue dans une comédie musicale, La Dernière Valse (de) (1953), avec Eva Bartok, une actrice britannique d'origine hongroise dont il tombe amoureux et qu'il épouse. Il joue dans Tout pour papa (de) (1954) et Une femme de tête (de) (1954). Un autre film avec Bartok, Cirque d'amour (de) (1954), est une coproduction avec une société américaine. Après Prison d'amour (1954), il tourne dans une autre coproduction, Orient-Express (1954), puis dans Le destructeur (1955) de Georg Wilhelm Pabst.

### Vedette internationale

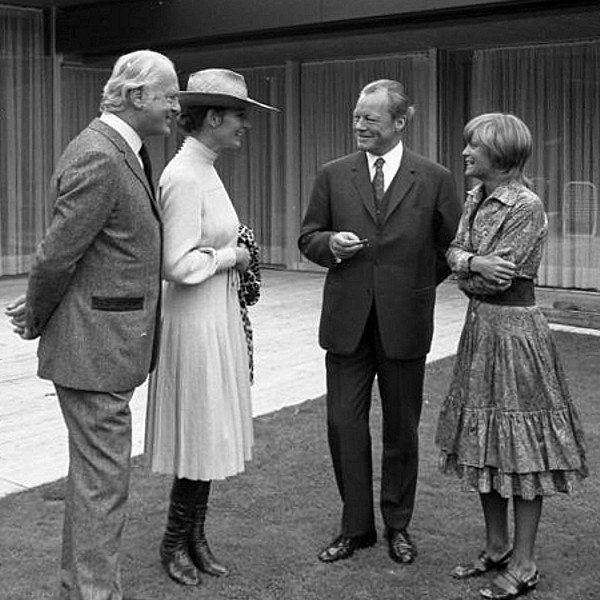
Curd Jürgens, Simone Jürgens, Willy Brandt et Romy Schneider en 1971. L'acteur s'est engagé pour le Chancelier fédéral d'Allemagne puis président de l'Internationale socialiste dans ces années-là.

Le premier grand rôle de Jürgens à l'international est celui de Le Général du Diable (1955), un portrait fictif d'Ernst Udet, un as de l'aviation de la Première Guerre mondiale et un général de la Luftwaffe de la Seconde Guerre mondiale. Il joue ensuite dans Amour sans illusion (de) (1955) et Les Rats (1955), réalisés par Robert Siodmak et interprétés par Maria Schell. Les héros sont fatigués (1955) d'Yves Ciampi est une coproduction avec la France, avec Yves Montand. Dans Le Diable en personne (1956), il partage la vedette avec Lilli Palmer.
Jürgens joue aux côtés de Bartok dans Le Pont d'or (de) (1956) puis dans Les Drogués (1956), sa troisième réalisation. Il tient le rôle principal du film Et Dieu… créa la femme de Roger Vadim, avec Brigitte Bardot, qui connaît un succès phénoménal dans le monde entier. En raison de sa stature et de son charme nordique, l'acteur d'1,93 mètre est surnommé « l'armoire normande » par Bardot, qui était visiblement sous le charme. La presse allemande le traduisit « normannischer Kleiderschrank » (litt. « la garde-robe normande »),. Après un film italien, Londres appelle Pôle Nord (1956), Jürgens joue le rôle-titre dans Michel Strogoff (1956), un autre grand succès, le film le plus populaire de l'année en France.
Jürgens est désormais une vedette internationale du cinéma. Il tourne dans Amère victoire (1957) avec Richard Burton et du réalisateur Nicholas Ray, Les Espions (1957) pour Henri-Georges Clouzot, puis apparaît dans son premier film hollywoodien, Torpilles sous l'Atlantique (1957), dans lequel il interprète un commandant de sous-marin allemand. Michael Powell voulait que Jürgens joue Heinrich Kreipe dans Intelligence Service (1957) mais la Rank Organisation n'a pas voulu payer son cachet.
Jürgens a joué dans un film français, Tamango (1958) de John Berry, aux côtés de l'Américaine Dorothy Dandridge avec laquelle il a entretenu une liaison. Jürgens s'est rendu à Hollywood pour jouer dans Le Démon de midi (1958) pour Blake Edwards, Moi et le colonel (1958) avec Danny Kaye et L'Auberge du sixième bonheur (1958) avec Ingrid Bergman, qui a été très populaire. Un article paru dans Variety en avril 1958 indiquait qu'il était « en passe de devenir une autre idole d'âge moyen adulée dans la tradition d'Ezio Pinza », précisant qu'il était « apparu dans 89 films et un nombre égal de pièces de théâtre. En 1957, il a joué dans sept films, quatre tournés en France en versions anglaise, française et allemande et trois produits sur la côte ».
En Allemagne, Jürgens joue dans Le Bandit au grand cœur (de) (1958), puis pour Rank, et il partage l'affiche avec Orson Welles dans Visa pour Hong Kong (1959), qui est un énorme échec au box-office en Angleterre et aux États-Unis. À Hollywood, il joue dans L'Ange bleu (1959) aux côtés de May Britt, le remake du film éponyme de 1930. Il tourne Katia (1959) de Robert Siodmak dans lequel il interprète le tsar Alexandre II aux côtés de Romy Schneider qui interprète sa femme Ekaterina Mikhaïlovna Dolgoroukova dite « Katia ». En juin 1959, Jürgens déclare vouloir mélanger des films hollywoodiens avec des films non hollywoodiens afin que les producteurs mondiaux ne l'oublient pas. Variety le qualifie de « vedette internationale la plus active au monde aujourd'hui ».
Jürgens joue dans L'Homme des fusées secrètes (1960). Lors de la promotion de ce dernier, il annonce qu'il a créé sa propre société, Cinestar, et qu'il ne tournera plus de films allemands maintenant que les producteurs ont fixé un cachet maximum de 25 000 dollars américains.
Il tourne Le Joueur d'échecs (1960), un film de la Rank tourné en Allemagne, puis Le Page de Gustav Adolf (de) (1960) de Rolf Hansen et Fric-frac rue Latour (1961), qu'il réalise également.

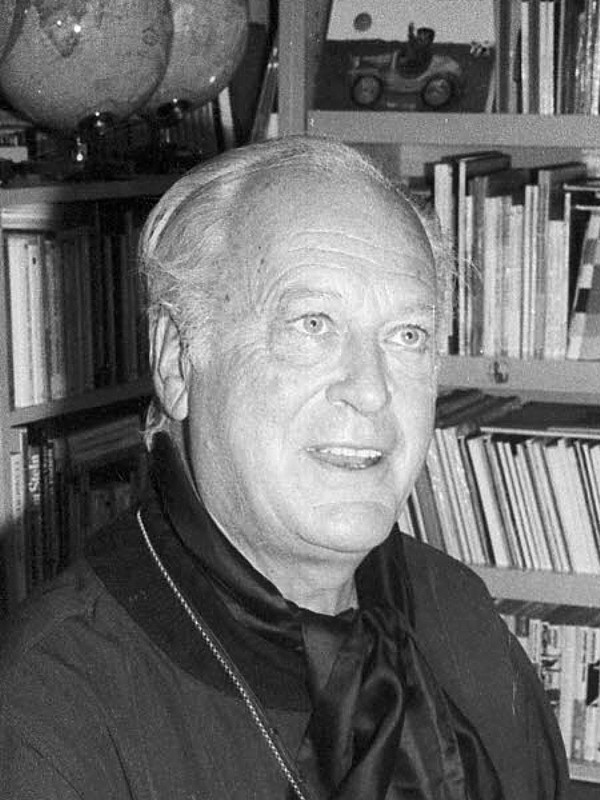
Curd Jürgens en 1976.

Jürgens apparaît dans une suite de son précédent succès, Le Triomphe de Michel Strogoff (1962) et joue dans Le Désordre (1962) avec Louis Jourdan. Il incarne le général allemand Günther Blumentritt dans Le Jour le plus long (1962).
Jürgens joue dans Les Don Juan de la Côte d'Azur (1962) avec Annette Stroyberg, Martine Carol ou encore Jean-Paul Belmondo et tourne Le Grand Retour (1962) pour Disney, Le Jardin de mes amours (en) (1963) pour la Fox, et Château en Suède (1963) de Roger Vadim avec Monica Vitti, Jean-Claude Brialy, Jean-Louis Trintignant et Françoise Hardy. En Angleterre, Jürgens apparaît dans Au septième coup (en) (1964), puis tourne Deux Jours à vivre (de) (1964) de Max Friedmann, Les Parias de la gloire (1964) d'Henri Decoin, Psyché 59 (en) (1964) d'Alexander Singer et Lord Jim (1965) de Richard Brooks.
Jürgens joue le baron Édouard de Santis, surnommé « Doudou », face à Jean Gabin dans Le Jardinier d'Argenteuil (1966) de Jean-Paul Le Chanois et le chef des gangsters face à Hubert Bonisseur de La Bath interprété par John Gavin dans Pas de roses pour OSS 117 (1968) de Jean-Pierre Desagnat et André Hunebelle parmi une distribution qui compte également Margaret Lee, Luciana Paluzzi, Robert Hossein et Rosalba Neri.

### Fin de carrière
Puis il commence à jouer des plus petits rôles dans les films Belles d'un soir (1966), Guet-apens à Téhéran (1966), La Gloire des canailles (1967) et Tueurs au karaté (en) (1967). Il obtient un rôle de premier plan dans Le Médecin de Hambourg (1968) et joue des seconds rôles dans Assassinats en tous genres (1969), La Légion des damnés (1969), Nuits blanches à Hambourg (1969), La Bataille d'Angleterre (1969), La Bataille de la Neretva (1970).
Plus tard, dans le film de James Bond L'Espion qui m'aimait (1977), il incarne le méchant Karl Stromberg, un industriel sociopathe qui cherche à transformer le monde en un paradis océanique. Sa dernière apparition au cinéma est dans le rôle de Maître Legraine, aux côtés d'Alain Delon et de Claude Jade, dans le film d'espionnage Téhéran 43 (1981). À la télévision anglophone, il a joué le rôle du chancelier Otto von Bismarck dans plusieurs épisodes de la série La Chute des aigles (1974) produit par la BBC et il est apparu dans le rôle du général Vladimir dans Les Gens de Smiley (en) (1982).

### Activités théâtrales, musicales et autres

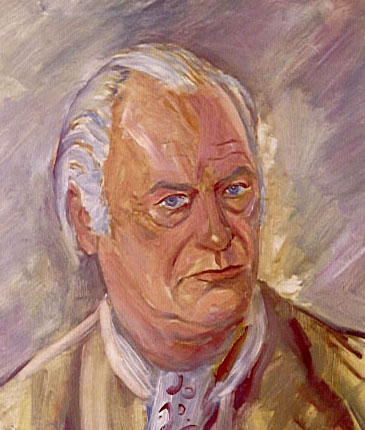
Portrait de Curd Jürgens par en 1980.

Bien qu'il ait joué dans plus de 100 films, Jürgens était également un acteur de théâtre remarquable. Il a été membre de plusieurs théâtres à Vienne (Volkstheater 1938-1941, Burgtheater 1940-1953 et 1965-1968, entre autres). Il a joué le rôle-titre de la pièce Jedermann de Hugo von Hofmannsthal au festival de Salzbourg de 1973 à 1977 — sans doute le rôle le plus en vue pour un acteur masculin germanophone. En 1966, il fait une brève apparition à Broadway au Eugene O'Neill Theatre, aux côtés de Geraldine Page, dans une mise en scène de George Schaefer.
- 1935 au Metropoltheater de Dresde.
- 1936-1937 au Theater am Kurfürstendamm de Berlin-Charlottenbourg.
- 1938-1941 au Volkstheater de Vienne sous la direction de Walter Bruno Iltz.
- 1945-1946 au Bayerisches Staatsschauspiel de Munich (au Brunnenhoftheater) en tant que « Tempelherr » dans Nathan le Sage de Gotthold Ephraim Lessing, en tant que Steeter dans Leuchtfeuer de Robert Ardrey et en tant que Liliom dans la pièce du même nom de Ferenc Molnár.
- 1940-1953 ainsi que 1965-1968 au Burgtheater à Vienne ; débuts le 30 novembre 1940 dans le rôle de Benvolio dans Roméo et Juliette de Shakespeare (mise en scène : Lothar Müthel ; décors et costumes : Rochus Gliese) ; dernière première en 1966 dans le rôle de Galilée dans La Vie de Galilée de Bertolt Brecht (mise en scène : Kurt Meisel ; décors : Lois Egg ; costumes : Erni Kniepert).
- 1963 au Théâtre du Gymnase à Paris jusqu'au 29 juin 1963[10] dans le rôle de Sigmund Freud dans Le Fil rouge[19].
- 1973-1977 au Festival de Salzbourg dans le rôle-titre de Jedermann de Hugo von Hofmannsthal (mise en scène : Ernst Haeusserman).
- En 1975 à Schwetzingen et à la Komödie de Berlin dans le rôle de l'avocat Clarence Darrow dans le monodrame Im Zweifel für den Angeklagten sous la direction de Willi Schmidt[20].
- En 1979, au Theater in der Josefstadt de Vienne, il est Sigmund Freud dans Berggasse 19 — Wunden der Seele de Henry Denker (mise en scène : Haeusserman ; scénographie : Gottfried Neumann-Spallart ; enregistré pour la télévision).
- En 1980, il est le Bassa Selim dans L'Enlèvement au sérail (Die Entführung aus dem Serail) de Wolfgang Amadeus Mozart, sa dernière apparition sur scène, lors de la tournée japonaise de l'Opéra d'État de Vienne (chef d'orchestre : Karl Böhm).

En 1976, il intitule ses mémoires ... und kein bißchen weise (...sans une once de sagesse),.
Curd Jürgens a enregistré plusieurs disques dans les années 1960 et 1970, pour la plupart des chansons de variétés dans le style de Freddy Quinn ou Hans Albers. Dans le film L'Opéra de quat'sous (1963), Jürgens chante entre autres Die Moritat von Mackie Messer et le Kanonen-Song. La bande originale du film a été publiée sur un album, les titres sont sortis en single. La chanson 60 Jahre - und kein bisschen weise, parue en 1975 parallèlement à sa biographie, a connu un succès exceptionnel, atteignant la 21e place du palmarès musical en Allemagne de l'Ouest et la 9e en Suisse. La chanson a été composée par Hans Hammerschmid, les paroles ont été écrites par Miriam Frances. En 1980, Jürgens a fait la voix allemande du journaliste dans le doublage allemand de l'album-concept Jeff Wayne's Musical Version of The War of The Worlds.

## Vie privée
Curd Jürgens se maria cinq fois :
1. Lulu Basler (15 juin 1937 - 8 octobre 1947) (divorce).
2. Judith Holzmeister (16 octobre 1947 - 1955) (divorce).
3. Eva Bartok[24] (13 août 1955 - 1957) (divorce).
4. Simone Bicheron[25] (14 septembre 1958 - 1977) (divorce).
5. Margie Schmitz (21 mars 1978 - 18 juin 1982) (décès).

À 42 ans, Jürgens eut une brève liaison avec l'actrice Romy Schneider, l'été 1957. Après une liaison de deux ans, sa relation avec sa jeune maîtresse Mathilda Mizart a pris fin en 1974 lorsqu'elle est décédée dans un accident.
« Il peut se passer de tout, sauf du luxe », a un jour déclaré l'écrivain et dandy Oscar Wilde, une citation que Der Spiegel reprend à son compte à propos de Curd Jürgens. Il possédait un appartement de luxe d'une valeur de 600 000 deutsche marks au 72 de l'Avenue des Champs-Élysées à Paris et habitait à Zurich en 1963, où il possédait également « quelques immeubles de bureaux ». Il entretenait plusieurs résidences (chacune équipée de son propre personnel), entre autres à la Franziskanerplatz dans le centre-ville de Vienne, dans les localités du sud de la France Saint-Jean-Cap-Ferrat et plus tard Saint-Paul-de-Vence, à Gstaad en Suisse, à Schliersee sur les bords du lac éponyme, aux Bahamas et dernièrement à Enzesfeld-Lindabrunn près de Vienne. Son parc automobile comprenait une Haflinger, une Bentley « pour la frime », deux Mercedes comme voitures de tourisme, une Austin pour « faire les courses », une Porsche pour les sorties sportives, une Landrover pour les invités et une Rolls-Royce, comme il le disait, pour « justifier le montant de ses cachets ». Il conduisait lui-même sa Rolls-Royce, une Silver Cloud III cabriolet, après avoir vendu sa Mercedes-Benz 300 SL Roadster,.
Jürgens était à la fois l'hôte et l'invité d'innombrables soirées, notamment lorsqu'il était Jedermann au festival de Salzbourg. Lorsqu'un journaliste lui demanda combien de bouteilles de whisky il consommait par jour, il répondit : « Je pense que c'est tout au plus une par jour »,. À partir de 1967, Jürgens dut subir de nombreuses opérations du cœur, mais il resta fidèle à son mode de vie : manger, boire et fumer abondamment.

### Mort

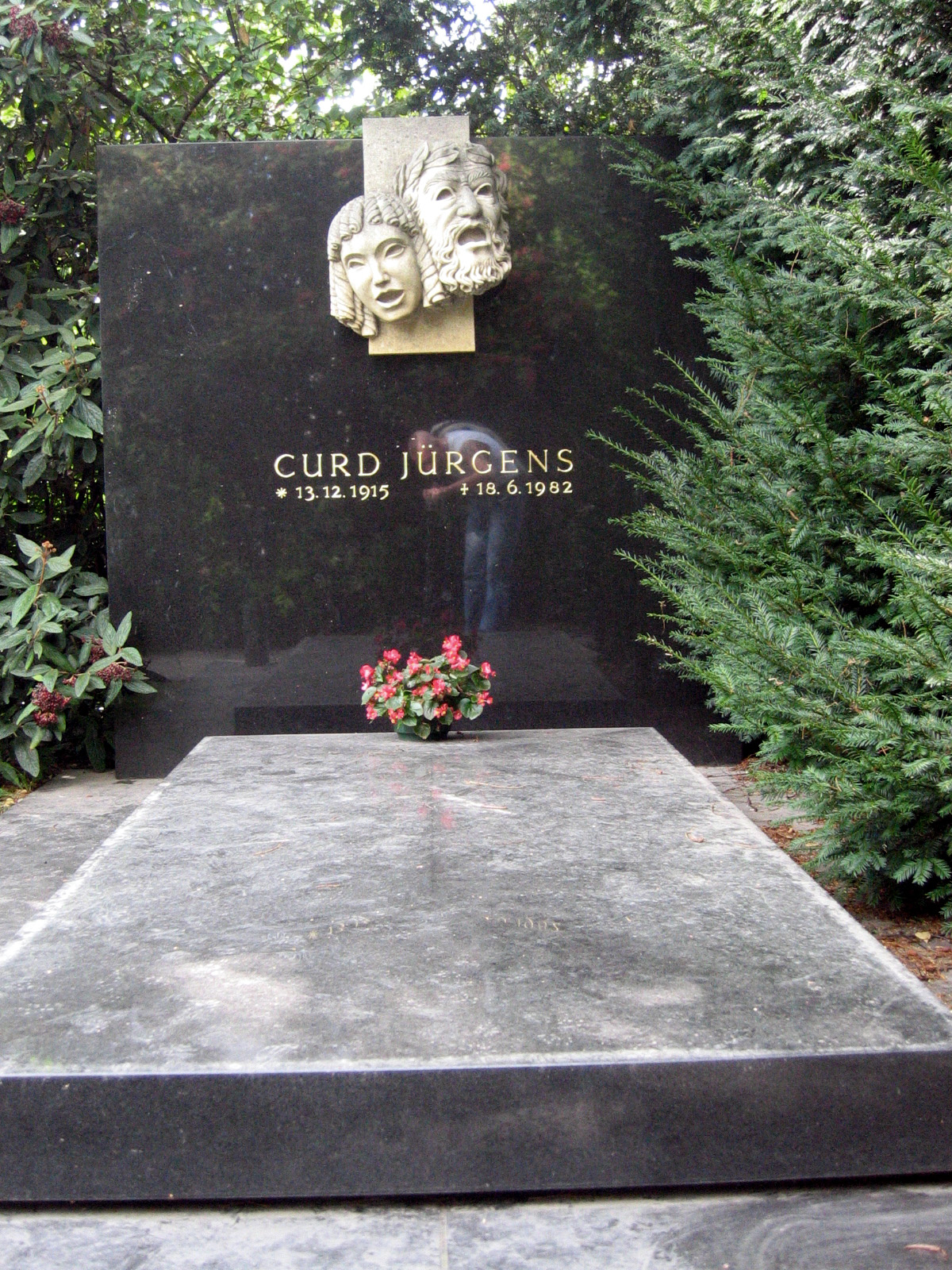
Tombe de Curd Jürgens au cimetière central de Vienne.

En décembre 1981, Jürgens a encore connu un grand moment à la télévision allemande. Dans l'adaptation cinématographique du roman Collin de Stefan Heym, il jouait le rôle d'un écrivain est-allemand qui souffrait d'une maladie cardiaque parce qu'il n'écrivait jamais la vérité. Son dernier rôle important au cinéma fut celui de l'avocat entreprenant d'un ancien assassin nazi dans le film franco-soviétique Téhéran 43. Jürgens est mort avant la fin de la version allemande du film, à l'âge de 66 ans, d'une défaillance multiviscérale à l'hôpital Rudolfstiftung (de) de Vienne. Son rôle a dû être post-synchronisé.
Son inhumation au cimetière central de Vienne dans une tombe d'honneur (groupe 32C n° 54) de la ville de Vienne eut lieu le 22 juin 1982 lors de la première et unique cérémonie nocturne à partir de 21 heures. Sa veuve ainsi qu'une de ses sœurs aînées avec leurs fils et environ 3 000 admirateurs étaient réunis sur sa tombe. Une formation d'honneur de l'armée de l'air autrichienne a survolé le cimetière en son honneur,.
Margie Jürgens, la veuve de Curd Jürgens, a cédé l'héritage artistique en 1997 au Deutsches Filmmuseum à Francfort-sur-le-Main.

## Filmographie

### Acteur de cinéma

#### Années 1930
- 1935 : La Valse royale (en) de Herbert Maisch : l'empereur d'Autriche
- 1936 : L'Inconnue (en) (Die Unbekannte) de Frank Wisbar : Hans Wellenkamp
- 1936 : Parade familiale (en) (Familienparade) de Fritz Wendhausen : Herr Acke
- 1937 : L'amour peut mentir (en) (Liebe kann lügen) de Heinz Helbig : l'étudiant Holger Engström
- 1937 : Paramatta, bagne de femmes (Zu Neuen Ufern) de Douglas Sirk : l'ami de Bobby Wells
- 1937 : Tango nocturne (de) (Tango Notturno) de Fritz Kirchhoff (de)
- 1938 : Visite nocturne (de) (Das Mädchen von gestern Nacht) de Peter Paul Brauer (de)
- 1939 : Voiture-salon E 417 (Salonwagen E 417) de Paul Verhoeven : le prince Heinrich Karl

#### Années 1940
- 1940 : Weltrekord im Seitensprung de Georg Zoch
- 1940 : Cœur meurtri (Herz ohne Heimat) d'Otto Linnekogel : Bob
- 1940 : Opérette (de) (Operette) de Willi Forst : Karl Millöcker
- 1942 : Aimé des dieux (Wen die Götter lieben) de Karl Hartl : l'empereur Joseph II
- 1942 : La Voix du cœur (Stimme des Herzens) de Johannes Meyer
- 1943 : Les femmes ne sont pas des anges (Frauen sind keine Engel) de Willi Forst : Bandini
- 1943 : Un homme heureux (Ein Glücklicher Mensch) de Paul Verhoeven
- 1944 : Un regard en arrière (de) (Am Vorabend) de Gerhard Menzel
- 1944 : Eine kleine Sommermelodie (de) de Volker von Collande (de)
- 1948 : La Maison chantante (Das singende Haus) de Franz Antel : le chef d'orchestre Hans Storch
- 1948 : Valse céleste (Der himmlische Walzer) de Géza von Cziffra
- 1948 : L'Histoire de Mozart : l'empereur Joseph II
- 1948 : Aller et Retour (de) (Hin und her) de Theo Lingen : le prince Bernardo
- 1948 : Leckerbissen
- 1948 : L'Ange à la trompette (Der Engel mit der Posaune) de Karl Hartl : le comte Thraun
- 1949 : Ma mère et moi (de) (Das Kuckucksei) de Walter Firner (de) : le docteur Kurt Walla
- 1949 : Lambert fühlt sich bedroht de Géza von Cziffra : Roland
- 1949 : Jeunes Filles de Vienne (Wiener Mädeln) de Willi Forst : le comte Lechenberg
- 1949 : Sur des rivages mélodieux (de) (An klingenden Ufern) de Hans Unterkircher
- 1949 : Hexen de Hans Schott-Schöbinger : Heinz Wagner

#### Années 1950
- 1950 : Schuß durchs Fenster de Siegfried Breuer
- 1950 : Primes sur la mort (Prämien auf den Tod) de Curd Jürgens : Gunarson
- 1950 : Tu ne me quitteras pas (de) (Verlorenes Rennen) de Max Neufeld
- 1950 : Bonne Nuit Mary (de) (Gute Nacht, Mary) de Helmut Weiss : Lawrence Vinning
- 1950 : Pikanterie (de) d'Alfred Braun : Sascha Borotraz
- 1950 : Le baiser n'est pas un péché (Küssen ist keine Sünd) de Hubert Marischka : Felix Alberti
- 1951 : Un sourire dans la tempête de René Chanas
- 1951 : Gangsterpremiere de Curd Jürgens : le commissaire
- 1951 : Un secret de femme (de) (Das Geheimnis einer Ehe) de Helmut Weiss : le dirigeant Felix Adrian
- 1951 : Der schweigende Mund (de) de Karl Hartl : l'architecte Reinhold
- 1952 : Le Mystère de la vie (Haus des Lebens) de Karl Hartl : Axel Jolander
- 1952 : Presto et Subito (de) (Knall und Fall als Hochstapler) de Hubert Marischka : John Vandergold
- 1952 : Vienne, premier avril an 2000 (1. April 2000) de Wolfgang Liebeneiner : le capitaine Herakles
- 1952 : La Rose de Wörthersee (Du bist die Rose vom Wörthersee) de Hubert Marischka : le compositeur Jack Long
- 1953 : Maria et ses amoureux (de) (Man nennt es Liebe) de John Reinhardt : Peter Malmö
- 1953 : Musik bei Nacht (de) de Kurt Hoffmann : Hans Kersten
- 1953 : Cœurs du Prater (de) (Praterherzen) de Paul Verhoeven : Toni Brandstetter
- 1953 : Meines Vaters Pferde I. Teil Lena und Nicoline (de) de Gerhard Lamprecht : Pat
- 1953 : La Dernière Valse (de) (Der letzte Walzer) de Arthur Maria Rabenalt : le comte Sarassasow
- 1953 : Tout pour papa (de) (Alles für Papa) de Karl Hartl : Clemens Haberland
- 1954 : Cirque d'amour (de) (Rummelplatz der Liebe) de Kurt Neumann : Toni
- 1954 : Prison d'amour (Gefangene der Liebe) de Rudolf Jugert : Willi Kluge
- 1954 : Orient-Express de Carlo Ludovico Bragaglia : Bate
- 1954 : Le Destructeur (Das Bekenntnis der Ina Kahr) de Georg Wilhelm Pabst
- 1954 : Une femme de tête (de) (Eine Frau von heute) de Paul Verhoeven
- 1955 : Toi seule (de) (Du bist die Richtige) d'Erich Engel et Josef von Baky
- 1955 : Les héros sont fatigués d'Yves Ciampi : Wolf Gerke
- 1955 : Le Général du Diable (Des Teufels General) d'Helmut Käutner : le général Harry Harras
- 1955 : Amour sans illusion (de) (Liebe ohne Illusion) d'Erich Engel : Walter
- 1955 : Les Rats (Die Ratten) de Robert Siodmak : Bruno Mechelke
- 1955 : Ma paisible vallée (Du mein stilles Tal) de Leonard Steckel (de) : Gert von Breithagen
- 1956 : Le Diable en personne (Teufel in Seide) de Rolf Hansen : Thomas Ritter
- 1956 : Et Dieu… créa la femme de Roger Vadim : Eric Carradine
- 1956 : Michel Strogoff de Carmine Gallone : Michel Strogoff
- 1956 : Londres appelle Pôle Nord (Londra chiama Polo Nord) de Duilio Coletti : le colonel Bernes
- 1956 : Le Pont d'or (de) (Die goldene Brücke) de Paul Verhoeven : Henrik Balder
- 1956 : Les Drogués (Ohne Dich wird es Nacht) de Curd Jürgens : Dr. Robert Kessler
- 1957 : Œil pour œil d'André Cayatte : le docteur Walter
- 1957 : Amère Victoire de Nicholas Ray : le commandant Brand
- 1957 : Les Espions de Henri-Georges Clouzot : Alex
- 1957 : Torpilles sous l'Atlantique (The Enemy Below) de Dick Powell : Von Stolberg
- 1957 : Tamango de John Berry : le capitaine Reinker
- 1958 : L'Auberge du sixième bonheur (The Inn of The Sixth Happiness) de Mark Robson : le capitaine Lin Nan
- 1958 : Le Démon de midi (This Happy Feeling) de Blake Edwards : Preston Mitchell
- 1958 : Moi et le colonel (Me and the Colonel) de Peter Glenville : le colonel Prokoszny
- 1958 : Le Bandit au grand cœur (de) (Der Schinderhannes) de Helmut Käutner : Johann Schinderhannes Bückler
- 1959 : Le vent se lève d'Yves Ciampi : Éric Muller
- 1959 : L'Ange bleu (The Blue Angel) d'Edward Dmytryk : le professeur Emmanuel Rath
- 1959 : Visa pour Hong Kong (Ferry to Hong Kong) de Lewis Gilbert : Mark Bertram Conrad
- 1959 : Katia de Robert Siodmak : le tsar Alexandre II

#### Années 1960
- 1960 : L'Homme des fusées secrètes (Wernher von Braun) de J. Lee Thompson : Wernher von Braun
- 1960 : Le Page de Gustav Adolf (de) (Gustav Adolfs Page) de Rolf Hansen : le roi Gustav Adolf
- 1960 : Le Joueur d'échecs (Schachnovell) de Gerd Oswald : Werner von Basil
- 1961 : Le Triomphe de Michel Strogoff (Il trionfo di Michele Strogoff) de Victor Tourjanski : Michel Strogoff
- 1961 : Fric-frac rue Latour (Bankraub in der Rue Latour) de Curd Jürgens : Cliff MacHardy
- 1962 : Le Désordre (Il disordine) de Franco Brusati : le père d'Isabella et de Carlo
- 1962 : Le Jour le plus long (The Longest Day) de Ken Annakin, Andrew Marton, Bernhard Wicki, Gerd Oswald et Darryl F. Zanuck : le général de division Gunther Blumentritt
- 1962 : Les Don Juan de la Côte d'Azur (I Don Giovanni della Costa Azzurra) de Vittorio Sala : Monsieur Edmond
- 1963 : L'Opéra de quat'sous (Die Dreigroschenoper) de Wolfgang Staudte : Macheath
- 1963 : Château en Suède de Roger Vadim : Hugo Falsen
- 1963 : Le Grand Retour (Miracle of the White Stallions) d'Arthur Hiller : le général Tellheim
- 1963 : Le Jardin de mes amours (en) (Of Love and Desire) de Richard Rush : Paul Beckmann
- 1963 : Deux Jours à vivre (de) (Begegnung in Salzburg) de Max Friedmann : Hans Wilke, directeur général
- 1964 : Les Parias de la gloire de Henri Decoin : Ludwig Goetz
- 1964 : Au septième coup (en) (Hide and Seek) de Cy Endfield : Hubert Marek
- 1964 : Psyché 59 (en) (Psyche '59) d'Alexander Singer : Eric Crawford
- 1965 : Lord Jim de Richard Brooks : Cornelius
- 1965 : Belles d'un soir (Das Liebeskarussell) de Rolf Thiele, Axel von Ambesser et Alfred Weidenmann : Stefan von Cramer
- 1965 : Les DM-Killers (DM-Killer) de Rolf Thiele : Kurt Lehnert
- 1966 : Guet-apens à Téhéran (Das Geheimnis der gelben mönche) de Manfred R. Köhler : Gérard van Looch
- 1966 : Le Jardinier d'Argenteuil de Jean-Paul Le Chanois : le baron
- 1966 : Duel à la vodka (Zwei Girls vom roten Stern) de Sammy Drechsel (de) et Marcel Ophüls : Dave O'Connor
- 1966 : Le congrès s'amuse (Der Kongreß amüsiert sich) de Géza von Radványi : le tsar Alexandre Ier
- 1966 : Nuits blanches à Hambourg (Auf der Reeperbahn nachts um halb eins) de Rolf Olsen : Hannes Teversen
- 1967 : Tueurs au karaté (en) (The Karate Killers) de Barry Shear : Carl Von Kesser
- 1967 : Le Petit Suisse (de) (Der Lügner und die Nonne) de Rolf Thiele : le cardinal
- 1967 : La Gloire des canailles (Dalle Ardenne all'inferno) d'Alberto De Martino : le général von Keist
- 1968 : Pas de roses pour OSS 117 (Niente rose per OSS 117) de Jean-Pierre Desagnat et André Hunebelle : le commandant
- 1968 : Le Médecin de Hambourg (Der Arzt von St. Pauli) de Rolf Olsen : le docteur Jan Diffring
- 1969 : Assassinats en tous genres (The Assassination Bureau) de Basil Dearden : le général von Pinck
- 1969 : La Légion des damnés (La legione dei dannati) d'Umberto Lenzi : le général von Reilow
- 1969 : La Bataille d'Angleterre (Battle of Britain) de Guy Hamilton : le baron von Richter
- 1969 : La Bataille de la Neretva (Bitka na Neretvi) de Veljko Bulajic : le général Lohring
- 1969 : Nuits blanches à Hambourg (Auf der Reeperbahn nachts um halb eins) de Rolf Olsen : Hannes Teversen

#### Années 1970
- 1970 : Les Héros de Yucca (The Invincible Six) de Jean Negulesco : le baron
- 1970 : Hello-Goodbye de Jean Negulesco : le baron De Choisis
- 1970 : Cannabis de Pierre Koralnik : Henri Emery
- 1970 : Hôtel du vice (de) (Das Stundenhotel von St. Pauli) de Rolf Olsen : le commissaire Canisius
- 1970 : Un prêtre pas comme les autres (de) (Der Pfarrer von St. Pauli) de Rolf Olsen : Konrad Johannsen
- 1970 : La Gifle (Ohrfeigen) de Rolf Thiele : Thomas Nathan Terbanks
- 1971 : Satan, mon amour (The Mephisto Waltz) de Paul Wendkos : Duncan Ely
- 1971 : Un ours mal léché (de) (Käpt’n Rauhbein aus St. Pauli) de Rolf Olsen : le capitaine Markus Jolly
- 1971 : Nicolas et Alexandra (Nicholas and Alexandra) de Franklin J. Schaffner : le consul allemand
- 1971 : Deux Mâles pour Alexa (Fieras sin jaula) de Juan Logar : Roland
- 1971 : Police Magnum de Romain Gary : Grueningen
- 1972 : À la guerre comme à la guerre de Bernard Borderie : le général russe
- 1973 : Le Caveau de la terreur (The Vault of Horror) de Roy Ward Baker : Sebastian
- 1973 : Profession : Aventuriers de Claude Mulot : Alvarez
- 1974 : En voiture, Simone (Soft Beds, Hard Battles) de Roy Boulting : le général Von Grotjahn
- 1974 : Dans le danger et la plus grande détresse, le juste milieu apporte la mort (	In Gefahr und größter Not bringt der Mittelweg den Tod) d'Alexander Kluge : Kurt v. B.
- 1974 : Radiografia di una Svastika de A. Merlotti[réf. nécessaire]
- 1974 : Galileo de Raúl Araiza
- 1974 : Cagliostro (en) de Daniele Pettinari : cardinal Giovanni Angelo Braschi, futur Pie VI
- 1975 : Le Second Printemps (de) (Der zweite Frühling) d'Ulli Lommel : Fox
- 1975 : Povero Cristo (it) de Pier Carpi : l'étranger qui engage Giorgio
- 1975 : Auch Mimosen wollen blühen de Helmut Meewes : Josef Popov
- 1976 : Riche et respectable (Ab morgen sind wir reich und ehrlich) de Franz Antel : le sénateur Shelton
- 1976 : Folies bourgeoises (Pazzi borghesi) de Claude Chabrol : le bijoutier
- 1977 : L'Espion qui m'aimait (The Spy Who Loved Me) de Lewis Gilbert : Karl Stromberg
- 1979 : La Percée d'Avranches (Steiner - Das Eiserne Kreuz, 2. Teil) d'Andrew McLaglen : le général Hofmann
- 1979 : De l'or au bout de la piste (Goldengirl) de Joseph Sargent : le docteur Serafin
- 1979 : La Gueule de l'autre de Pierre Tchernia : Wilfrid
- 1979 : C'est mon gigolo (Schöner Gigolo, armer Gigolo) de David Hemmings : le prince

#### Années 1980
- 1980 : Warum die UFOs unseren Salat klauen (de) d'Hansjürgen Pohland (de)
- 1980 : Missile X (de) (Missile X – Geheimauftrag Neutronenbombe) de Leslie H. Martinson : le baron de Marchand
- 1980 : L'Auberge du dragon volant (The Sleep of Death) de Calvin Floyd : le comte
- 1981 : Téhéran 43 (Tegeran-43) d'Alexandre Alov et Vladimir Naoumov : maître Legraine

### Acteur de télévision
- 1963 : Berlin-Melodie (TV)
- 1963 : Curd Jürgens erzählt, séries TV
- 1966 : Der Schwarze Freitag (TV) : Richard Whitney
- 1968 : Babeck, (mini) série TV : l'homme dans la chaise roulante
- 1970 : Millionen nach Maß, (mini) série TV : Carlos, Marquis de Cabral
- 1971 : Die Vico-Torriani-Show, série TV : lui-même
- 1973 : Occupation, série TV
- 1974 : La Chute des aigles (Fall of Eagles), (mini) série TV : Otto von Bismarck
- 1974 : Les Flocons rouges, (TV) : Gunther Richter
- 1975 : Inspecteur Derrick (saison 2, épisode 4: Vacances à Madère) : Paul Bubach (TV)
- 1975 : Die Gelbe Nachtigall (TV)
- 1977 : La Foire, (TV) : Alexis B., le grand-père
- 1978 : Tatort - Rot, rot, tot, (TV) : Konrad Pfandler
- 1979 : Berggasse 19, (TV) : Siegmund Freud
- 1981 : Collin, (TV) : Hans Collin
- 1981 : Les Gens de Smiley (en) (Smiley's People) (mini) série TV : le général

### Réalisateur
- 1950 : Primes sur la mort (Prämien auf den Tod)
- 1951 : Gangsterpremiere
- 1957 : Les Drogués (Ohne Dich wird es Nacht)
- 1961 : Fric-frac rue Latour (Bankraub in der Rue Latour)

## Théâtre
- 1963 : Le Fil rouge d'Henry Denker, mise en scène Raymond Rouleau, théâtre du Gymnase
- 1965 : Le Fil rouge d'Henry Denker, mise en scène Raymond Rouleau, théâtre des Célestins
- 1965 : Le Fil rouge d'Henry Denker, mise en scène Raymond Rouleau, lors d'une grande tournée Georges Herbert, dans toutes les grandes villes de France, en Suisse, en Belgique, en Tunisie, au Maroc, à Vienne en Autriche où il joua le rôle de Sigmund Freud en français, au Burgtheater.

## Publications
- (de) .. und kein bißchen weise (…Et pas un brin de sagesse (Interprétation corroborée par un vers suivant : « Aus gehabtem Schaden nichts gelernt » « De l'expérience, malheureusement rien appris »)), 1976 (autobiographie),  (ISBN 3-85886-054-9)
- (de) „Der süsse Duft der Rebellion“., roman (= Knaur Taschenbuch, vol. 825), Droemersche Verlagsanstalt Knaur, Munich / Zurich 1982,  (ISBN 3-426-00825-4).